# Kirschner

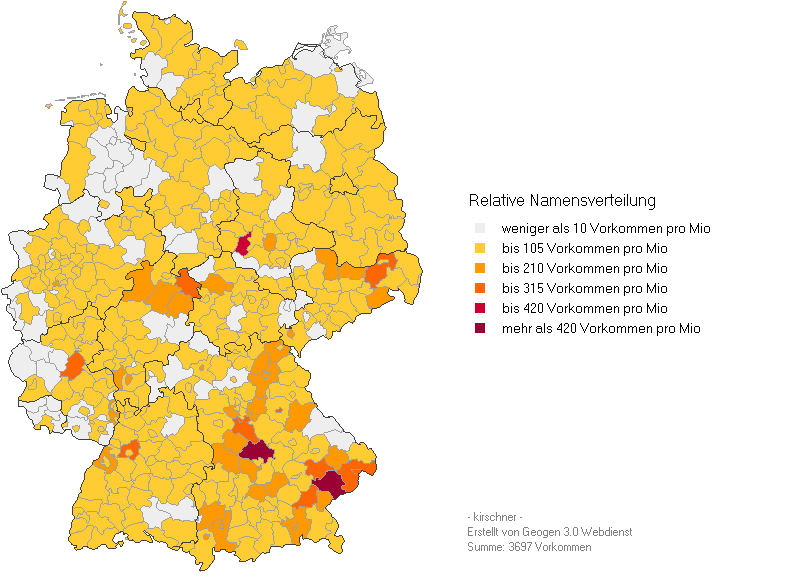
Verteilung des Namens Kirschner in Deutschland

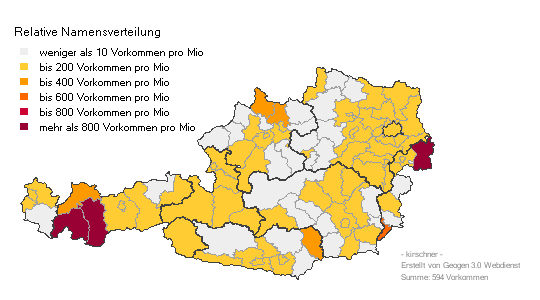
Verteilung des Namens Kirschner in Österreich

Kirschner bzw. Kierschner sind Familiennamen des Deutschen Sprachraumes. Es handelt sich um einen Berufsnamen, welcher aus der Berufsbezeichnung Kürschner entstanden ist und sich zu Gunsten der Aussprache in Kirschner wandelte. Von Auswanderern, insbesondere nach Nordamerika, ist er teilweise in die englische Schreibweise Kirshner verändert worden.

## Verbreitung
In Deutschland und Österreich tragen etwa 10.000 Personen diesen Namen. Besonders häufig kommt er in Bayern vor.

## Namensträger
- Aloisia „Lola“ Kirschner, Pseudonym von Ossip Schubin (1854–1934), tschechisch-deutsche Schriftstellerin
- Bernd Kirschner (* 1980), deutscher Künstler
- Bill Kirschner (1918–2006), US-amerikanischer Unternehmer
- Bruno Kirschner (1884–1964), deutscher Sachbuchautor
- Christoph Kirschner (1926–2007), deutscher Internist
- Concetta Kirschner, eigentlicher Name von Princess Superstar (* 1971), US-amerikanische Rapperin
- Cornelius Kirschner (1858–1931), österreichischer Schauspieler
- Dominik Kirschner (* 1991), österreichischer Fußballspieler
- Eduard Kierschner (1825–1879), österreichischer Schauspieler
- Eduard Kirschner (* 1953), deutscher Fußballspieler
- Emanuel Kirschner (1857–1938), deutscher Chasan und Komponist
- Ferdinand Kirschner (1821–1896), österreichischer Architekt
- Franz Kirschner (Politiker) (1851–1929), österreichischer Politiker (Vereinigte Deutsche Linke, KBB/DDP), Abgeordneter zum Abgeordnetenhaus
- Franz Xaver Kirschner (* 1953), deutscher Politiker (FDP), MdL Bayern
- Franz Kierschner (1833–1931), österreichischer Schauspieler
- Friedrich Kirschner (1748–1789), deutscher Porzellanmaler, Radierer und Kupferstecher
- Harald Kirschner (* 1944), deutscher Fotograf
- Harm Dieder Kirschner (* 1962), deutscher Orgelbauer
- Hartwig Kirschner (1922–1995), deutscher Chirurg
- Heinrich Kirschner (1938–1997), deutscher Richter am Europäischen Gericht erster Instanz
- Herbert Kirschner (1925–2010), deutscher Kanute
- Horst Kirschner (1932–2022), deutscher Zahnmediziner und Hochschullehrer
- Jana Kirschner (* 1978), slowakische Sängerin
- Joachim Kirschner (1920–1943), deutscher Jagdflieger
- Josef Kirschner (1931–2016), österreichischer Fernsehmoderator und Journalist
- Jürgen Kirschner (* 1945), deutscher Physiker
- Klaus Kirschner (Regisseur) (* 1933), deutscher Regisseur
- Klaus Kirschner (Politiker) (* 1941), deutscher Politiker (SPD), MdB
- Klaus Kirschner (Journalist) (1949–2005), deutscher Journalist
- Ludwig Kirschner (Maler) (1872–1936), deutscher Maler
- Ludwig Kirschner (General) (1904–1945), deutscher Generalmajor
- Manfred Kirschner (* 1967), deutscher Künstler und Kurator
- Marc Kirschner (* 1945), US-amerikanischer Biologe, Hochschullehrer und Autor
- Marie Kierschner, Ehename von Marie Weißhappel (1834–1898), österreichische Schauspielerin
- Marie Kirschner (1852–1931), deutsch-tschechische Künstlerin
- Martin Kirschner (Politiker) (1842–1912), deutscher Politiker, Oberbürgermeister von Berlin
- Martin Kirschner (Mediziner, 1879) (1879–1942), deutscher Chirurg und Hochschullehrer
- Martin Kirschner (Mediziner, 1961) (* 1961), deutscher Chirurg und Manager
- Martin Kirschner (Theologe) (* 1974), deutscher Theologe
- Mary-Belle Kirschner, eigentlicher Name von Belle Delphine (* 1999), britisches E-Girl, Model und Webvideoproduzentin
- Mathilde Kirschner (1875–1951), deutsche Sozialarbeiterin, Stadträtin in Berlin-Tiergarten
- Max Kirschner (Mediziner) (1886–1975), deutsch-amerikanischer Mediziner
- Max Kirschner (Mundartdichter) (1906–1992), deutscher Mundartdichter und Heimatforscher
- Maximilian Kirschner (1861–nach 1902), deutscher Schauspieler
- Miloš Kirschner (1927–1996), tschechischer Puppenspieler, Schauspieler und Sänger
- Peter Kirschner (1941–2022), deutscher Unfallchirurg, Hochschullehrer und Verbandsfunktionär
- Sabrina J. Kirschner (* 1984), deutsche Schriftstellerin
- Senta Dorothea Kirschner (* 1979), deutsche Schauspielerin
- Sina-Aline Kirschner (* 1993), deutsche Fußballspielerin
- Stefan Kirschner (* 1964), deutscher Biologe und Hochschullehrer
- Werner Kirschner (1938–2019), deutscher Politiker (SPD), MdL Niedersachsen
- Wilhelm Kirschner (Willi Kirschner; 1911–1994), rumäniendeutscher Handballspieler
- Wulf Kirschner (* 1947), deutscher Maler und Bildhauer